# Moment 4 Life
Moment 4 Life e песен от албума Pink Friday на американската рапърка Ники Минаж с участието на канадския рапър Дрейк. Песента е и част от рекламата Now In A Moment на Пепси.

## Видео
Видеото към песента е пуснато на 27 януари 2011 г.

## Дата на издаване
- САЩ – 7 декември 2010[4]

## Позиции в музикалните класации
- Белгия (Ultratip Flanders) – 23[5]
- Ирландия (IRMA) – 37
- Канада (Canadian Hot 100) – 27[6]
- Франция (SNEP) – 65[7]

## Сертификации
- САЩ – платинен[8]